# Трофимово (Горицкое сельское поселение)
Трофимово — деревня в Кирилловском районе Вологодской области.
Входит в состав Горицкого сельского поселения, с точки зрения административно-территориального деления — в Горицкий сельсовет.
Расстояние по автодороге до районного центра Кириллова — 9 км, до центра муниципального образования Гориц — 5 км. Ближайшие населённые пункты — Сандырево, Макутино, Щелково, Ермаково.
По данным переписи в 2002 году постоянного населения не было.